# Пайтакаран
Пайтакаран (вірм. Փայտակարան) — одинадцята, найсхідніша провінція Великої Вірменії, розташована в нижній течії Аракса і Кури, на узбережжі Каспійського моря. Головне місто — Пайтакаран.

## Етимологія
На думку азербайджанської історикині Сари Ашурбейлі, назва «Пайтакаран» складається з двох компонентів: пайтак — перекручене перське пайтахт — «столиця» й Аран — місцева назва Албанії. Пайтакаран означає столиця Арана, так називалася область і її головне місто в Мільському степу в IV—VII ст..
Роберт Г'юсен наводить етимологію, що складається з вірменського та іранського елементів — p'ayt «дерево» і garān «гори», пов'язуючи з наявністю лісів у провінції.
На думку Анаїт Периханян, термін складається з двох елементів payt і karan, перший з яких є самоназвою каспського племені, а другий означає «край, берег, межа, область» (сер.-перс. karān «край, кінець, межа» і парф. karān «бік, напрямок, край»).
Всі назви областей Пайтакарана мають, імовірно, іранське походження. Частина цих топонімів, можливо, мають зв'язок з особливим релігійним значенням Пайтакарана в періоди правління Аршакідів і Сасанідів.

## Історія

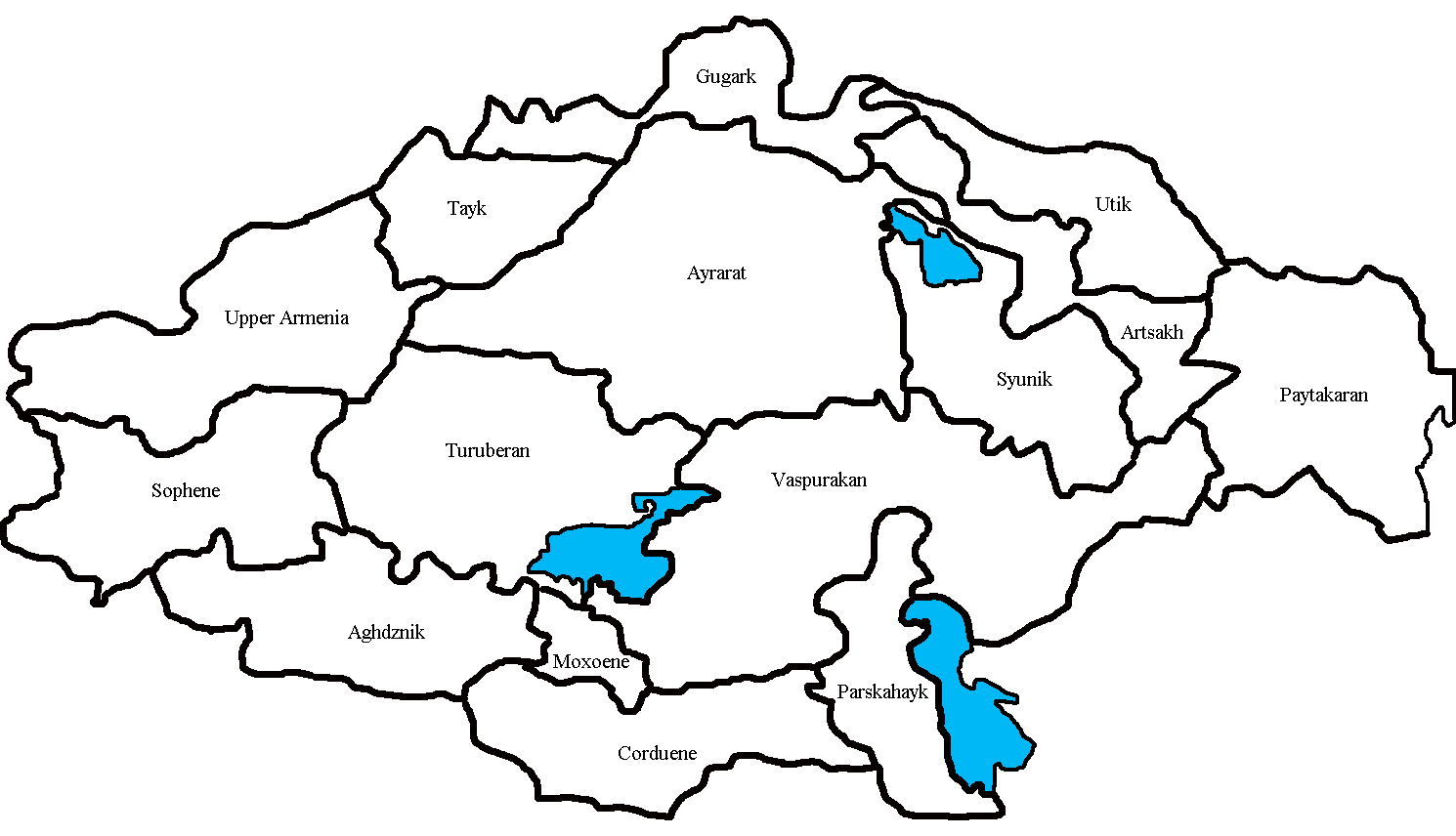
Пайтакаран на карті провінцій Великої Вірменії.

### В античний період

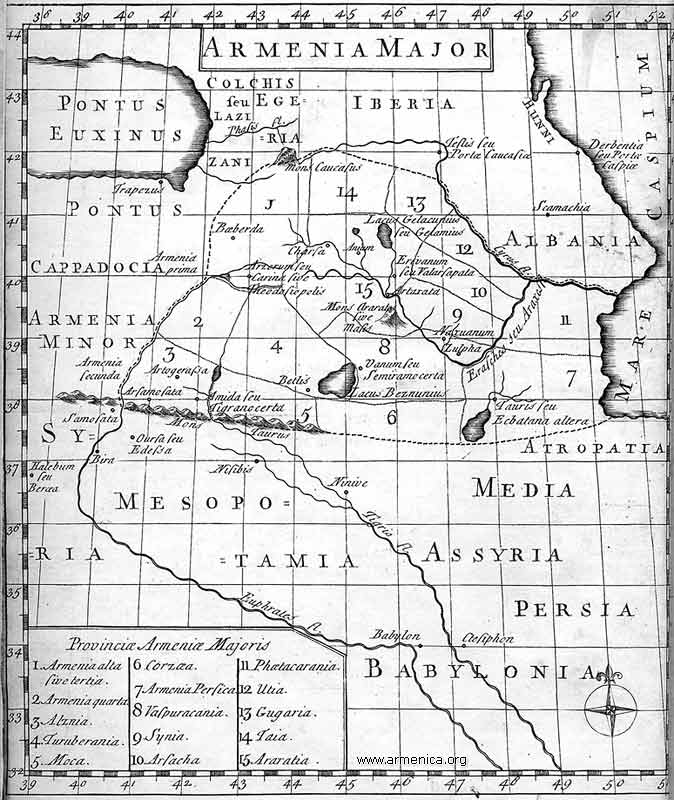
Пайтакаран на карті Великої Вірменії, Лондон, 1736 р.

Античним авторам ця провінція відома під давнішою назвою «Каспіана». До II ст. до н. е. провінція входила до складу Мідії Атропатени, потім була приєднана до вірменської держави першим царем Великої Вірменії Арташесом I.
Близько 59 р. до н. е. римський полководець Гней Помпей Великий передав Пайтакаран до складу Кавказької Албанії, однак пізніше Вірменія повернула його собі.
Від 387 року н. е. під час розділення Вірменії між Сасанідським Іраном і Римською імперією, провінцію було включено до складу Кавказької Албанії.
Вірменський географ VII ст. Ананія Ширакаці описує провінцію так:
|  | Пайтакаран, на схід від Уті, на Араксі, має 12 областей, якими володіє нині Атрпатакан: 1. Хракот-Перож, 2. Варданакерт, 3. Єотнпоракіан-Багінк, 4. Ротібага, 5. Баганрот, 6. Ароспіжан, 7. Гані, 8. Атлі, 9. Багаван, 10. Спандаран-Перож, 11. Ормізд-Перож, 12. Алеван. Виробляє незліченну кількість бавовни і самородний ячмінь. |

В цій провінції зазнав мученицької смерті онук Григорія Просвітителя Григоріс.
Вірменський історик III—IV ст. Агафангел Вірменський згадує «Пайтакаран, царствене місто вірменське». На думку Роберта Г'юсена Пайтакаран був «поза будь-яких сумнівів невірменським за етнічним складом населення». Площа Пайтакарана становила 21000 км2.

### Після Великої Вірменії
На думку Мамед-заде, на місці столиці Пайтакарана в арабський період лежало місто Байлакан, а нині там городище Орен-Калу.
В ісламський період область відома як «область чи країна Гуштасфі», що пов'язано з ім'ям згаданого в Авесті царя Віштаспа. Так, за повідомленнями Хамдаллах Казвини, який жив у XIII—XIV ст.,
|  | Гуштасфі - це провінція, розташована біля берегів Каспійського моря, і вона була заснована царем Гуштасбом ібн Лухрасбом. Він прорив великий канал від річки Кури до Аракса, завдяки якому відводяться води по малих каналах у села вздовж берегів. |

|  | населення області Гуштасфі розмовляє пехлевійським діалектом, близьким до мови Гіляна. |

В даний час територія розділена між Азербайджаном і Іраном.

## Правителі
- Санатрук — намісник Пайтакарана в 330-х роках.